# جورج إيستام
جورج إيستام (بالإنجليزية: George Eastham)‏ (23 سبتمبر 1936 - 20 ديسمبر 2024)، هو لاعب كرة قدم. لعب مع منتخب إنجلترا لكرة القدم. سبق له أن شارك في كأس العالم لكرة القدم مع منتخب بلاده.

## روابط خارجية
- جورج إيستام على موقع الاتحاد الدولي (مؤرشف)  (الإنجليزية)
- جورج إيستام على موقع قاعدة بيانات كرة القدم.إي يو (الإنجليزية)
- جورج إيستام على موقع ناشيونال فوتبول تيمز (الإنجليزية)